# Werner Camichel
Werner Camichel (Zuoz, 26 de febrero de 1945-Samedan, 27 de marzo de 2006) fue un deportista suizo que compitió en bobsleigh en la modalidad cuádruple.
Participó en los Juegos Olímpicos de Sapporo 1972, obteniendo una medalla de oro en la prueba cuádruple. Ganó dos medallas de oro en el Campeonato Mundial de Bobsleigh, en los años 1973 y 1975, y dos medallas de bronce en el Campeonato Europeo de Bobsleigh, en los años 1973 y 1976.

## Palmarés internacional
| Juegos Olímpicos   | Juegos Olímpicos             | Juegos Olímpicos  | Juegos Olímpicos |
| Año                | Lugar                        | Medalla           | Prueba           |
| ------------------ | ---------------------------- | ----------------- | ---------------- |
| 1972               | Sapporo (Japón)              | Medalla de oro    | Cuádruple        |
| Campeonato Mundial |                              |                   |                  |
| Año                | Lugar                        | Medalla           | Prueba           |
| 1973               | Lake Placid (Estados Unidos) | Medalla de oro    | Cuádruple        |
| 1975               | Cervinia (Italia)            | Medalla de oro    | Cuádruple        |
| Campeonato Europeo |                              |                   |                  |
| Año                | Lugar                        | Medalla           | Prueba           |
| 1973               | Cervinia (Italia)            | Medalla de bronce | Cuádruple        |
| 1976               | Sankt Moritz (Suiza)         | Medalla de bronce | Cuádruple        |